# Flabellula
Flabellulidae
Famille
Genre
Flabellula est un genre d'amibozoaires (amibes) de l'ordre des Leptomyxida (classe des Tubulinea), le seul de la famille des Flabellulidae.

## Étymologie
Le nom de genre, Flabellula, est dérivé du mot latin flabellum « éventail », et du suffixe latin -ula « petit », littéralement « petit éventail » en référence à la forme de cette amibe.

## Description
Asa Arthur Schaeffer, créateur du genre Flabellula en donne la description suivante : 

« Pendant la locomotion active, les amibes appartenant à ce genre ont un corps triangulaire ou en éventail avec une extrémité antérieure large. Aucun pseudopode ne se forme pendant la locomotion, mais il peut y avoir une écume courte et émoussée en nombre variable le long du bord antérieur. La marge antérieure, qui forme de la moitié à un quart de la surface, est constituée de protoplasme clair et le reste du corps est granuleux. De profondes fissures apparaissent fréquemment dans la zone claire à l'extrémité antérieure : elles sont soit comblées rapidement, soit le protoplasme clair, guidé sur la fissure, se déplace progressivement le long de la zone vers l'extrémité postérieure. Lorsqu'elles sont agitées et suspendues dans l'eau, on passe à un stade rayonné, dans lequel les pseudopodes varient en longueur de la moitié du diamètre de la masse centrale à plusieurs fois le diamètre. Un uroïde constitué d'appendices longs et minces ressemblant à des racines est fréquemment présent. Il est possible que ce genre doive être subdivisé en enlevant les espèces qui ne forment pas d'uroïdes. Je propose Flabellula citata comme espèce type de ce genre. »

L'espèce Flabellula citata a une longueur en locomotion de 15 à 75 µm et une largeur de 25 à 55 µm. Sa forme est très variable, allant d'un aspect en large en éventail, à celui d'une spatule dont l'extrémité large est en position antérieure. De nombreux pseudopodes sont présents, avec des formes et des tailles variées, mais ne dirigent pas la locomotion. Il n'y a pas d'ondes éruptives d'endoplasme pendant la locomotion. Le tiers antérieur de son protoplasme est clair, avec parfois une crête. L'endoplasme de la région postérieure est granuleux et nettement séparé de l'endoplasme clair par une ligne nette. Il y a un unique noyau, peu visible. On observe une masse de chromatine de forme sphérique, homogène, entourée d'une membrane nucléaire. Le Diamètre de la masse de chromatine est de 2 µm ; celui de la membrane 5 µm. Un uroïde (queue), composé de quelques rares à nombreux éléments, est toujours présent. Elle se nourrit de bactéries. Une à douze vacuoles alimentaires sont fréquemment présentes.

## Liste des espèces
Selon IRMNG (4 février 2025) :
- Flabellula baltica Smirnov, 1999
- Flabellula calkinsi (Hogue, 1914) Page, 1983
- Flabellula citata Schaeffer, 1926 Espèce type
- Flabellula demetica Page, 1980
- Flabellula hoguae Sawyer, 1975
- Flabellula trinovantica Page, 1980
- Flabellula velata Jahn

Selon World Register of Marine Species (4 février 2025) :
- Flabellula baltica Smirnov, 1999
- Flabellula calkinsi (Hogue, 1914) Page, 1983
- Flabellula citata Schaeffer, 1926
- Flabellula demetica Page, 1980
- Flabellula hoguae Sawyer, 1975 Espèce synonyme : Paraflabellula hoguae (Sawer, 1975) Page & Willumsen, 1983
- Flabellula reniformis Schmoller, 1964 Espèce synonyme : Paraflabellula reniformis (Schmoller, 1964) Page & Willumsen, 1983
- Flabellula trinovantica Page, 1980

## Systématique
Le nom valide de ce taxon est Flabellula Schaeffer (d), 1926.
Flabellula a pour synonyme : Paraflabellula (en) Page & Willumsen in Page, 1983.

## Publication originale
- (en) Asa Arthur Schaeffer, Taxonomy of the Amebas : with descriptions of thirty-nine new marine and freshwater species, vol. 24 : Papers of the Department of Marine Biology of the Carnegie Institution, Washington, Carnegie Institution, 1926, 152+12 plates (lire en ligne), p. 47-56.